# Kleine Wegschnecke
Die Kleine Wegschnecke (Arion intermedius), auch Igel-Wegschnecke oder Igelschnecke genannt, ist eine Nacktschnecke aus der Familie der Wegschnecken (Arionidae), die zur Unterordnung der Landlungenschnecken (Stylommatophora) gestellt wird.

## Merkmale
Die Kleine Wegschnecke misst ausgestreckt etwa 2 bis 2,5 cm und gehört damit zu den kleinen Arten innerhalb der Gattung Arion. Sie ist dunkelbraun, gelbbraun, graugelb bis weißlich gefärbt. Unterschiedliche Farbvarianten kommen zusammen vor. Das rudimentäre Gehäuse ist komplett vom Mantel bedeckt. Es ist klein und fest verkalkt, die Oberseite ist konvex gewölbt, die Unterseite nahezu gerade. Der Kopf und die Fühler sind meist wesentlich dunkler gefärbt, oft dunkelgrau bis schwarz. Auf den Seiten des Körpers und des Mantelschildes kann eine schwache undeutliche Binde vorhanden sein. Der Fuß ist gelblichgrau bis gelb gesäumt, die darüber laufende Reihe von Runzeln ist weiß gefärbt. Die Fußsohle ist gelb, der Körperschleim hellgelb. Wenn sich die Kleine Wegschnecke zusammenzieht, bekommt sie durch das Anschwellen der Runzeln zu kleinen Tuberkeln ein igelartiges Aussehen, das ihr den zweiten deutschen Trivialnamen Igel-Wegschnecke eingetragen hat. Im Genitalapparat ist der freie Teil des Samenleiters relativ kurz und mündet apikal in den Epiphallus. Dieser ist schmal und kegelförmig. Die innere Oberfläche ist mit regelmäßig angeordneten Warzen besetzt. Die Spermathek besitzt ein großes kugelförmiges Reservoir mit einem kurzen Stiel. Dieser ist an der Basis etwas angeschwollen. Das Atrium ist kurz und etwa so lang wie breit. Es ist innen mit vielen, unregelmäßigen Falten besetzt. Der Genitalretraktor setzt an der Spermathek, den Epiphallus und an die Mündung des Eileiters angeheftet.

## Ähnliche Arten
Die Kleine Wegschnecke ähnelt ausgestreckt aufgrund der Färbung Jugendstadien der Schwarzen Wegschnecke (Arion ater). Zusammengezogen nimmt sie die
charakteristische stachelige Form an, die die Jugendformen der Schwarzen Wegschnecke nicht zeigen.

## Geographische Verbreitung, Vorkommen
Das Verbreitungsgebiet der Kleinen Wegschnecke erstreckt sich von Island, den Färöern und Norwegen (bis zu 65°) über West- und Mitteleuropa bis nach Nordportugal und Sizilien. In Mitteleuropa ist sie zwar weit verbreitet, aber relativ selten. In Deutschland kommt sie hauptsächlich im Nordwesten vor, im Süden eher zerstreut. Auf den Britischen Inseln ist sie dagegen häufig anzutreffen. Die Ostgrenze der Verbreitung verläuft in Westpolen und Tschechien. Wie zahlreiche andere europäische Nacktschneckenarten ist die Kleine Wegschnecke inzwischen in die gemäßigte Zonen anderer Erdteile verschleppt worden.
Sie lebt bevorzugt in Misch- und Heidewäldern, Auenwäldern, auch an Seeufern, Gebüschen, Heckenrainen, in Gärten, Parks und Wiesen und hält sich dort unter Laub, Moos, Steinen und totem Holz auf. In der Schweiz steigt sie bis auf 900 m über NN an. In England wurde sie auch in offenen Biotopen (Wiesen) gefunden, wo sie zwischen den Gräsern lebt.

## Lebensweise
Die Kleine Wegschnecke ernährt sich vorwiegend von Pilzen. Auf den Färöen wurde beobachtet, wie sie verrottenden Schafmist fraß. Aber auch frische Pflanzen werden gelegentlich befressen. Zumindest unter Zuchtbedingungen wurde beobachtet, dass sie auch Aas fraß.
In Mitteleuropa beginnt die Eiablage im Juli oder August und dauert zwei Monate an. Es werden  bis zu 10 Gelege mit etwa drei bis zehn Stück lose nebeneinander unter Moos abgelegt. Die elliptischen Eier messen 2,0 bis 2,4 × 1,4 bis 1,8 mm und sind undurchsichtig milchweiß. Sie sind innerhalb eines Geleges oft sehr unterschiedlich groß, oft auch von Gelege zu Gelege. Die Entwicklungszeit beträgt in Abhängigkeit von der Temperatur ca. 17 bis 30 Tage. Unter Zuchtbedingungen waren manche Tiere schon nach drei Monaten geschlechtsreif und begannen mit der Kopulation. Unter natürlichen Bedingungen dürfte dies erst etwa nach sieben bis neun Monaten der Fall sein. Die Periode der Eiablage dauert etwa zwei Monate, anschließend sterben die Tiere.
Die Tiere werden unter natürlichen Bedingungen meist nur neun Monate bis ein Jahr alt; unter Zuchtbedingungen bis zu 15 Monate. Sie zeigen einen deutlichen jährlichen Zyklus. In trockenen Gebieten legen die Tiere eine Sommerpause ein, die sie in selbst verfertigten Nestern aus Erdpartikeln verbringen.